# Rahmatganj MFS
Rahmatganj Muslim Friends Society (bengalisch রহমতগঞ্জ মুসলিম ফ্রেন্ডস সোসাইটির), auch einfach nur Rahmatganj MFS genannt, ist ein professioneller Fußballverein aus Dhaka, Bangladesch. Aktuell spielt der Verein in der höchsten Liga des Landes, der Bangladesh Premier League.

## Erfolge
- Bangladesh Championship League: 2014

## Stadion
Seine Heimspiele trägt der Verein im Bir Sherestha Shaheed Shipahi Mostafa Kamal Stadium in Dhaka aus. Das Stadion hat ein Fassungsvermögen von 25.000 Personen.

## Spieler
Stand: August 2024
| Nr. |             | Position | Name                     |
| --- | ----------- | -------- | ------------------------ |
| 1   | Bangladesch | TW       | Mohammed Mamun Alif      |
| 2   | Usbekistan  | AB       | Iskandar Siddikzhonov    |
| 3   | Bangladesch | AB       | Mahamudul Hasan Kiron    |
| 4   | Bangladesch | AB       | Masud Rana Mridha        |
| 5   | Ghana       | MF       | Mamoud Oshie             |
| 6   | Bangladesch | MF       | Arafat Hossain           |
| 7   | Bangladesch | MF       | Md Sayde                 |
| 8   | Bangladesch | ST       | Mohamed Munna            |
| 9   | Bangladesch | ST       | Khondoker Ashraful Islam |
| 10  | Bangladesch | ST       | Nabib Newaj Jibon        |
| 11  | Ghana       | ST       | Felix Tetteh             |
| 12  | Bangladesch | ST       | Md Nahian                |
| 13  | Bangladesch | MF       | Md Arabi                 |
| 14  | Bangladesch | AB       | Tanvir Hossain           |
| 15  | Bangladesch | AB       | Md Taj Uddin             |
| 16  | Bangladesch | MF       | Maraz Hossain Opi        |
| 17  | Bangladesch | ST       | Mehedi Hasan Royal       |

| Nr. |             | Position | Name                    |
| --- | ----------- | -------- | ----------------------- |
| 18  | Ghana       | ST       | Samuel Boateng          |
| 19  | Bangladesch | MF       | Md Rajon Howleder       |
| 20  | Bangladesch | ST       | Samin Yasir Juel        |
| 21  | Bangladesch | AB       | Ariful Islam Jitu       |
| 22  | Bangladesch | TW       | Shimul Kumar Das        |
| 23  | Bangladesch | AB       | Alfaj Mia               |
| 24  | Bangladesch | MF       | Akkas Ali               |
| 25  | Bangladesch | TW       | Shahidul Alam Sohel     |
| 26  | Bangladesch | AB       | Istekharul Alam Shakil  |
| 27  | Bangladesch | AB       | Raihan Hasan            |
| 28  | Bangladesch | ST       | Mohammed Fahim Nur Toha |
| 30  | Bangladesch | TW       | Ahsan Habib Bipu        |
| 32  | Bangladesch | MF       | Ridaynul Islam Sagor    |
| 77  | Usbekistan  | MF       | Ikhtiyor Tashpulatov    |
| 98  | Agypten     | MF       | Mostafa Kahraba         |
| 99  | Bangladesch | ST       | Nihat Jaman Ucchash     |

## Trainerchronik
Stand: 3. Juni 2025
| Trainer           | Nation      | von               | bis               |
| ----------------- | ----------- | ----------------- | ----------------- |
| Kamal Babu        | Bangladesch | 1. Juli 2014      | 30. Juni 2018     |
| Syed Golam Jilani | Bangladesch | 1. Juli 2018      | 31. August 2022   |
| Kamal Babu        | Bangladesch | 1. Oktober 2022   | 15. November 2023 |
| Humayun Kabir     | Bangladesch | 2. Dezember 2023  | 30. Dezember 2023 |
| Millon Mollah     | Bangladesch | 2. Januar 2024    | 20. März 2024     |
| Erol Akbay        | Niederlande | 1. März 2024      | 31. August 2024   |
| Kamal Babu        | Bangladesch | 1. September 2024 |                   |